# Black Rhinos Football Club
Actualités
Le Black Rhinos Football Club est un club zimbabwéen de football basé à Harare.

## Palmarès

### Section masculine
- Championnat du Zimbabwe (2)
  - Champion : 1984 et 1987

- Coupe du Zimbabwe (1)
  - Vainqueur : 1984

- Trophée de l'Indépendance (1)
  - Vainqueur : 1987
  - Finaliste : 1984

### Section féminine
- Championnat du Zimbabwe (4)
  - Champion : 2011, 2012, 2018, 2019
- LM Auctioneers Cup (2)
  - Vainqueur : 2012, 2016
- PSL Challenge Cup (1)
  - Vainqueur : 2016